# Tú atacas
«Tú atacas» es una canción grabada por la cantante y compositora mexicana Carla Morrison. La canción fue escrita y producida por ella misma a través de su disquera independiente Cósmica Récords. Se lanzó el 30 de octubre de 2015, como el segundo sencillo de su segundo álbum de estudio Amor supremo.

## Video musical
El videoclip oficial de «Tú atacas» fue lanzado el 14 de febrero de 2017, dirigido por Chris Carrera y producido por Morrison Productions y Broducers. Cuenta con casi 10 millones de visualizaciones. Un video lírico fue publicado el 2 de mayo de 2017 en el canal de Youtube de Morrison y cuenta con 20 millones de reproducciones.

## Lista de canciones

### Descarga digital
| Tú atacas— Single |             |          |  |
| N.º               | Título      | Duración |  |
| 1.                | «Tú atacas» | 5:49     |  |

### Versión acústica
| Tú atacas— Single |             |          |  |
| N.º               | Título      | Duración |  |
| 1.                | «Tú atacas» | 5:48     |  |